# Бойко, Виталий Фёдорович
Бойко Виталий Фёдорович (укр. Бойко Віталій Федорович; 30 сентября 1937 — 30 января 2020) — советский украинский юрист и дипломат. Председатель Верховного Суда Украины с 21 декабря 1994 по 24 октября 2002 года. Чрезвычайный и полномочный посол Украины в Республике Молдова (1992—1995).

## Биография
Родился 30 сентября 1937 года в селе Крапивное Нежинского района Черниговской области.
После окончания в 1954 году Нежинский техникум подготовки культурно-просветительных работников заведовал сельским клубом. С 1956 по 1959 год проходил срочную военную службу.
В 1963 году окончил Харьковский юридический институт и был избран судьей Амур-Нижнеднепровского районного суда. Днепропетровска, а в следующем году — назначен председателем этого суда и возглавлял его на протяжении десяти лет. С февраля 1973 по март 1976 года занимал должность заместителя председателя Днепропетровского областного суда, в течение следующих десяти лет возглавлял Донецкий областной суд.
В январе 1986 года был назначен первым заместителем Министра юстиции.
В период с 1990 по 1992 год занимал должность Министра юстиции Украины. Именно тогда министерство разработало основные положения, которые легли в основу чрезвычайно важных законов «О собственности», «Об экономической самостоятельности Украины» и других нормативных актов. Это было непростой задачей, поскольку вносились изменения в законодательные акты в связи с обретением Украиной независимости, по-новому формулировались отдельные положения закона, начиная с Уголовного кодекса, были внесены изменения в закон «О судоустройстве Украины», принимались новые законы, в частности, «О статусе судей».
Возглавляя Министерство юстиции, параллельно выполнял и обязанности Председателя Центральной избирательной комиссии по выборам народных депутатов Украины (1989—1992 гг). Занимался также организацией выборов первого Президента Украины, проведением Всеукраинского референдума по вопросам независимости Украины. И эта работа была очень ответственной, поскольку решение Центральной избирательной комиссии тогда нельзя было обжаловать до суда — они были окончательными и обжалованию не подлежали.
С 1992 по 1993 год работал заведующим отделом обороны, национальной безопасности, правопорядка и чрезвычайных ситуаций Кабинета Министров Украины.
С 16 октября 1992 по 10 января 1995 года — чрезвычайный и полномочный посол Украины в Республике Молдова.
С 21 декабря 1994 года избран Председателем Верховного Суда Украины и возглавлял его до выхода в отставку 24 октября 2002 года. Судья высшего квалификационного класса.
Инициатор многих законопроектов и предложений по совершенствованию действующего законодательства Украины, осуществление в государстве судебно-правовой реформы. Входил в состав Совета при Президенте Украины по вопросам реформирования судебной системы Украины и Высшего совета юстиции. Был одним из организаторов Союза юристов Украины.

## Награды
Награждён Почётными грамотами Президиума Верховного Совета УССР (1987) и Верховной Рады Украины (2001, 2002), Почётным отличием Президента Украины (1996), орденом князя Ярослава Мудрого IV (2011) и V степеней (2001), Почётным знаком Совета судей Украины (2002). Заслуженный юрист Украины (1997).